# Uranotaenia fimbriata
Uranotaenia fimbriata är en tvåvingeart som beskrevs av King och Harry Hoogstraal 1946. Uranotaenia fimbriata ingår i släktet Uranotaenia och familjen stickmyggor. Inga underarter finns listade i Catalogue of Life.